# Simonestus semiluna
Simonestus semiluna là một loài nhện trong họ Corinnidae.
Loài này thuộc chi Simonestus. Simonestus semiluna được Frederick Octavius Pickard-Cambridge miêu tả năm 1899.